# Der neunte Kreis
Der neunte Kreis (serbokroatisch Девети круг Deveti krug) ist ein jugoslawischer Film von 1960 unter der Regie von France Štiglic. Die Geschichte dreht sich um das kroatische Ustaše-Konzentrationslager mit dem Namen Der neunte Kreis, das auf dem berüchtigten Konzentrationslager Jasenovac basiert. Der Film wurde für den Oscar für den besten fremdsprachigen Film nominiert. Außerdem wurde er 1960 bei den Filmfestspielen von Cannes eingereicht.

## Handlung
Anfang der 1940er Jahre, nach dem deutschen Überfall auf Jugoslawien und der Errichtung des nationalsozialistischen Marionettenstaates Kroatien unter der Führung der Ustaše, hatten die Bürger Zagrebs mit vielen Schwierigkeiten zu kämpfen. Besonders schwer hatte es die jüdische Bevölkerung, die zur Vernichtung bestimmt war.
Um das jüdische Mädchen Ruth vor den Nazis und ihren Kollaborateuren zu retten, arrangiert eine kroatische katholische Familie eine Heirat mit ihrem kleinen Sohn Ivo. Der junge Mann, der die Notwendigkeit dieses Arrangements versteht, ist unglücklich über das plötzliche Ende seiner unbeschwerten Jugend und scheint das Mädchen zunächst nicht zu mögen, da er sie als „bloßes Kind“ abtut und sich weiterhin mit seiner besten Freundin Magda trifft, für die er auch ein romantisches Interesse hegt. Magda, die weiß, dass er verheiratet ist, versucht schnell, sich von seinen Annäherungsversuchen zu distanzieren, und als ein betrunkener Ivo sie zu seinem Junggesellenabschied einlädt, was zu einer äußerst unangenehmen Situation für sie führt, endet ihre aufkeimende Beziehung. Verärgert darüber bricht Ivo bei seiner Heimkehr in einen Gefühlsausbruch aus, der Ruth dazu veranlasst, auf die dunkle Straße zu rennen, wo sie versucht, sich absichtlich einer vorbeifahrenden Polizeistreife zu zeigen, nur um in letzter Sekunde von Ivos Vater gerettet zu werden.
Ivo selbst erkennt, dass sein bisheriges Verhalten nicht nur rücksichtslos und egoistisch, sondern auch gefährlich war und ein hohes Maß an Ignoranz gegenüber dem wahren Ernst der Lage zeigte. Nach dieser Erkenntnis baut er bald eine engere emotionale Beziehung zu seiner Frau auf, verbringt Zeit mit ihr und geht sogar mit ihr in den Park, obwohl Juden das nicht erlaubt ist. Die Situation eskaliert jedoch, als ein Mitglied der Ustaše, das früher im selben Haus wie Ruth gewohnt hatte, sie erkennt und öffentlich demütigt, indem er sie zwingt, seine Schuhe zu putzen. Die Situation entschärft sich erst, als Zvonko, ein Mitschüler von Ivo, der sich ebenfalls der Ustaše angeschlossen hat, dies bemerkt und den Mann auffordert, sie gehen zu lassen. Zvonko schikaniert Ivo später in der Klasse, indem er ihm den Buchstaben Ž für Židovi, das kroatische Wort für Jude, auf den Mantel schreibt. Als Ruth dies sieht, erschrickt sie und Ivo versucht sie zu beruhigen, indem er mehrere Gegenstände im Raum mit dem gleichen Symbol markiert und es als „nur einen Buchstaben“ bezeichnet. Außerdem schenkt er ihr einen Miniaturpark, um sie dafür zu entschädigen, dass sie ihn nicht mehr besuchen kann.
Während eines Bombenalarms sind die Straßen menschenleer, und Ruth nutzt die Gelegenheit, um allein nach draußen zu gehen und einen seltenen Moment der Freiheit und Unbeschwertheit zu genießen. Ihre Freude wird jedoch bald getrübt, als sie den Namen ihres Vaters auf einer Anschlagtafel sieht, auf der steht, dass er gehängt wurde, und sie in Tränen ausbricht. Der Alarm verstummt und die Menschen kehren auf die Straße zurück. Als ein Polizist Ruth bemerkt, fragt er sie nach ihrem Nachnamen, den sie mit Alakalaj angibt, obwohl ihr offizieller Nachname nun Vojnović lautet. Daraufhin nimmt er sie fest.
Ivo, der sich erfolglos auf die Suche nach ihr gemacht hat, befürchtet das Schlimmste und beschließt, sich gegen den Willen seiner Eltern in das örtliche Konzentrationslager einzuschleichen. Er befragt mehrere Häftlinge, bis ihn eine Frau auf die Möglichkeit hinweist, dass Ruth im berüchtigten Neunten Kreis, auch „Harem“ genannt, inhaftiert sein könnte. Ivo nähert sich nun dem Zentrum des Lagers und trifft auf seinen ehemaligen Freund Zvonko, der dort als Wachmann arbeitet und zynisch versucht, das Lagerleben in ein positives Licht zu rücken. Sie treffen auf eine Gruppe von Kindern, die von einem Mann überredet werden, in ein Auto zu steigen. Als sich die Türen schließen, bemerkt Ivo entsetzt eine Gasflasche mit einem Totenkopf darauf und stellt fest, dass es sich bei dem Auto um einen Gaswagen handelt.
Als sie sich dem Neunten Kreis nähern, sagt Zvonko zu Ivo, dass alle Frauen dort noch in dieser Nacht ermordet werden sollen, und fügt hinzu, dass er vorher noch einen „letzten Versuch“ mit Ruth unternehmen könne, woraufhin Ivo ihn bewusstlos schlägt oder vielleicht sogar tötet. Als er das Zentralgebäude betritt, wird er Zeuge des grotesken Schauspiels, das sich dort abspielt: Fröhliche Musik ertönt, Männer und Frauen tanzen, doch die Männer sind Ustaše-Offiziere, die den verängstigten Frauen grausam auf die unbekleideten Füße treten. Ivo sieht Ruth, und als die Frauen hinausgetrieben werden, schnappt er sie sich und flieht in einen leeren Wachturm, wo sie einen intimen Moment miteinander verbringen. Da der Strom am Stacheldrahtzaun um Mitternacht abgeschaltet werden soll, um die Leichen zu beseitigen, beschließen sie, bis dahin zu warten, um diese kurze Zeitspanne zur Flucht zu nutzen. Als es endlich so weit ist, kann Ruth, die Ivo gefolgt ist und noch immer keine Schuhe trägt, den Zaun nicht überwinden, und Ivo, der bereits die andere Seite erreicht hat und sein Leben leicht hätte retten können, beschließt, bei ihr zu bleiben. Der Film endet mit einer Nahaufnahme, in der das Licht wieder angeht, was bedeutet, dass sowohl Ruth als auch Ivo getötet wurden.

## Rezeption
Der neunte Kreis wurde bei den Filmfestspielen von Cannes für die Goldene Palme und für den Oscar als bester fremdsprachiger Film nominiert.
Der Film wurde auch in mehr als 30 Ländern veröffentlicht, darunter Deutschland, die USA, die Sowjetunion, Frankreich, Italien, Großbritannien, Israel, Argentinien, Australien und Japan.
In der Datenbank des kroatischen Filmverbandes wird Der neunte Kreis als „das schönste und ergreifendste Kriegsmelodram des kroatischen Kinos“ bezeichnet. In einer Umfrage unter kroatischen Filmkritikern im Jahr 1999 wurde er als einer der besten kroatischen Filme aller Zeiten bezeichnet.
Der zeitgenössische Kommentator Jurica Pavičić bezeichnet Der neunte Kreis als „den wichtigsten kroatischen Film über den Holocaust“ und weist darauf hin, dass er die erste Würdigung des Lagers Jasenovac im gesamten kroatischen Kino darstellt. Er bezeichnet den Film jedoch auch als „altmodisch ausdrucksstark“ und merkt an, dass das Seherlebnis aus heutiger Sicht „archaisch“ erscheint, insbesondere in Bezug auf Aspekte wie die Bildkomposition und den unangemessen protzigen Soundtrack. Die Stellung des Films als Meilenstein der balkanischen Filmgeschichte bleibt unbestritten.